# Білозубка канарська
Білозубка канарська (Crocidura canariensis) — дрібний ссавець, вид роду білозубка (Crocidura) родини мідицеві (Soricidae) ряду мідицеподібні (Soriciformes).

## Таксономічних примітки
Генетичні дослідження припускають, що Crocidura canariensis і Crocidura sicula розійшлися близько п'яти мільйонів років тому (Vogel et al. 2003).

## Середовище життя
Це ендемік східних Канарських островів, де він є єдиним місцевим наземним хижаком. Основним місцем проживання є безплідні лавові поля, і, здається, вид адаптований до жарких і сухих умов цих рівнин. Вони також іноді зустрічається в садах і занедбаних орних землях, прилеглих до лавових полів, а також у скельних і піщаних ярах з камінням і рослинністю.

## Поведінка
Харчується в основному комахами і равликами, але раціон різниться у різних груп населення. На о. Монтанья-Клара основним джерелом їжі є Gallotia atlantica, невелика ящірка вагою менше семи грамів. Що незвично для ссавців, Crocidura canariensis використовує отруту для знерухомлення видобутку. Коли Crocidura canariensis зустрічає цю атлантичну ящірку, вона швидко атакує, стрибаючи на шию і роблячи укус. Укус поставляє нейротоксичну отрута, яка дуже швидко знерухомлює ящірку, і паралізує на 24 години або довше. Crocidura canariensis здатна спожити всю ящірку разом з ногами і нутрощами, менш ніж за годину. Однак, якщо вона недавно їла, білозубка канарська віднесе свою здобич і сховає серед скель, щоб повернутися пізніше. Це є важливою стратегією в складних умовах з ненадійними ресурсами. Білозубка канарська дуже потайливі й проводить велику частину дня під камінням, в порожнині. Білозубка канарська на диво дуже тиха, майже без вокалізації.

## Відтворення
На відміну від інших ссавців того ж розміру, білозубка канарська має невеликі приплоди, як правило, близько 1—3 дитинчат. Вагітність триває, як правило, близько 32 днів. Молодь народжуються голою і сліпою і важить приблизно один грам. Після 11 до 12 днів, молодий може ходити, і вона буде продовжувати смоктати молоко до близько 23 днів. Одна захоплена білозубка канарська жила протягом п'яти років у полоні.

## Фізичні характеристики
Голова і тулуб довжиною від 5,4 до 7,4 см, довжина хвоста від 3,1 до 4,8 см, вага від 6 до 9,5 грама. Хутро переважно шоколадно-коричневого кольору. Має великі вуха і довгий хвіст, вкритий білуватими волосками. Вуха і ноги здаються яскравішими, ніж інші частини тіла, так як вони також вкриті тонкими білими волосками. Каріотип (2n) = 36.

## Охорона
Раритетний вид ссавців, занесений до Червоного списку МСОП (охоронна категорія: вид перебуває в небезпечному стані). Crocidura canariensis охороняється в Європі і занесена до Додатку ІІ Бернської конвенції (охоронна категорія: вид підлягає особливій охороні), а також до Директиви Європейського Союзу 92/43/ЄС «Про збереження природних оселищ та видів природної фауни і флори» (Додаток IV. Види рослин і тварин, що становлять особливий інтерес для Європейського Союзу, які потребують суворих заходів охорони).
Цей вид має дуже обмежене поширення. Стрімка урбанізація і розвиток інфраструктури всередині й навколо ареалу призведе до втрати і фрагментації пригожого середовище проживання, висихання може також бути проблемою. Ввезена домашня кішка також є деякою загрозою. Білозубка охороняється національним законодавством Іспанії; трапляється в межах ряду національних парків на о. Фуертевентура. 